# Rio Jaú (vattendrag i Brasilien, São Paulo)
Rio Jaú är ett vattendrag i Brasilien.   Det ligger i delstaten São Paulo, i den södra delen av landet, 700 km söder om huvudstaden Brasília. Rio Jaú ligger vid sjön Bariri Reservoir.
Trakten runt Rio Jaú består till största delen av jordbruksmark. Runt Rio Jaú är det ganska tätbefolkat, med 129 invånare per kvadratkilometer.